# Zygmunt Malewski

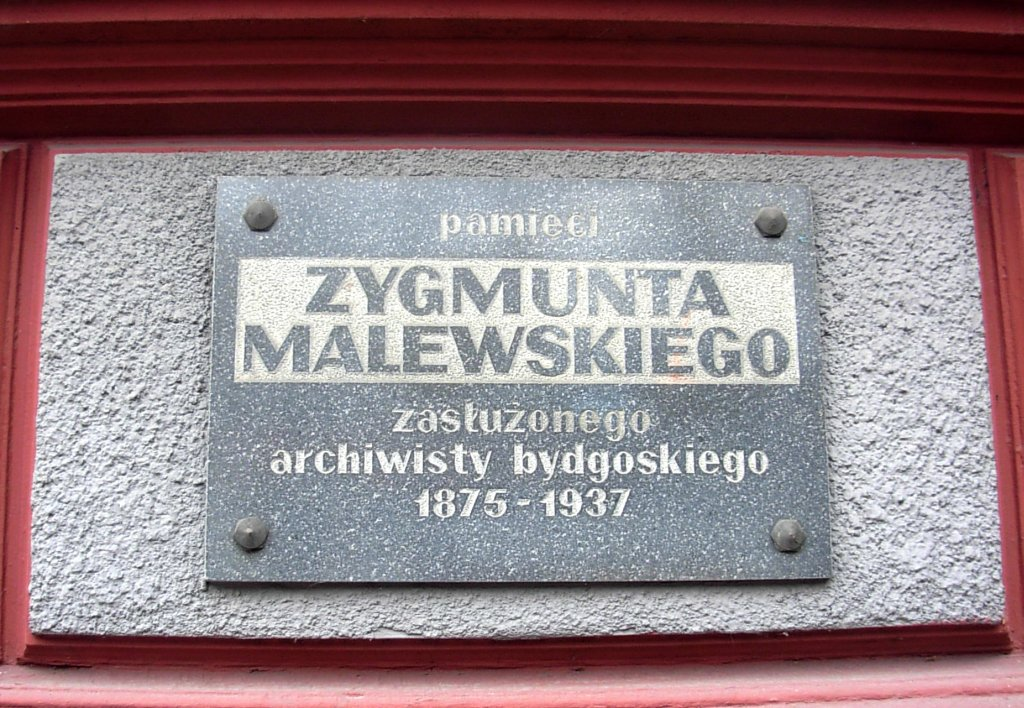
Tablica pamiątkowa na budynku Archiwum Państwowego w Bydgoszczy

Zygmunt Stanisław Malewski (ur. 1873, zm. 1937); pseud. Malczart, Bogufał z Bydgoszczy – polski literat, archiwariusz miejski, badacz historii Bydgoszczy, twórca i redaktor „Przeglądu Bydgoskiego”.

## Życiorys
Urodził się 12 kwietnia 1873 w Snarzewie pod Lwowem. Był synem Rudolfa, profesora gimnazjum i Julii z Koefenmüllerów. Po uzyskaniu matury w 1895 r. w gimnazjum w Brodach, odbył roczną służbę wojskową w armii austro-węgierskiej. W latach 1895–1897 studiował prawo na Uniwersytecie Lwowskim, a następnie w latach 1900–1903 na Wydziale Filozofii Uniwersytetu Jagiellońskiego w Krakowie.
Studia przerywał podejmując pracę zawodową, m.in. jako zastępca nauczyciela.
Porzuciwszy pracę nauczycielską, przez rok praktykował w Muzeum Przemysłowym w Krakowie, skąd przeszedł na stanowisko zastępcy generalnego sekretarza Towarzystwa Sztuk Pięknych. W 1910 r. związał się ze Związkiem Artystów i Malarzy, pracując w nim jako sekretarz. Nawiązał wtedy kontakt z niektórymi przedstawicielami świata nauki i artystami: Józefem Ujejskim, Stanisławem Turowskim i Andrzejem Boleskim. W tym okresie wyjeżdżał do Kijowa i Wilna z odczytami na temat romantyzmu i o poecie Cyprianie Kamilu Norwidzie. W 1907 r. opublikował w Pamiętniku Literackim pracę „O poezji czynu w literaturze polskiej”, życzliwie przyjętą w kołach niepodległościowych. Poza tym pisywał recenzje i szkice do pism codziennych i miesięcznika „Krytyka”.
Po wybuchu I wojny światowej został zmobilizowany do armii austro-węgierskiej, gdzie jako porucznik służył w cenzurze Komendy Twierdzy Kraków. Oddawał wtedy usługi wielu rodakom różnych orientacji politycznych, ułatwiając im kontakty przez front, a honorarium z wydanego w 1916 r. poematu „Baśń Wiatru Wiosennego” przeznaczył na Dom Sierot po legionistach polskich. Za tę działalność został karnie przeniesiony do Tyrolu, gdzie pozostał do zakończenia wojny.
Po powrocie do kraju w 1919 r. osiadł w Poznaniu, gdzie zamierzał założyć pismo artystyczno-literackie i salon malarski. W czasie wojny polsko-bolszewickiej służył w garnizonie poznańskim, zajmując się pracą oświatową i agitacyjną.

### Działalność w Bydgoszczy
Przebywając w Poznaniu zainteresował się przeszłością i kulturą Bydgoszczy. Szczególnie zafascynowała go postać bydgoskiego malarza Maksymiliana Piotrowskiego. Do Bydgoszczy przeniósł się ostatecznie w 1922 r. i zamieszkał przy ul. Chłopickiego 1.
Dążąc do stworzenia sobie podstaw egzystencji, zorganizował i prowadził w Bydgoszczy przez kilka lat prywatne gimnazjum żeńskie. W grudniu 1928 r. wygrał konkurs magistratu na stanowisko sekretarza Muzeum Miejskiego i archiwariusza miejskiego. Pierwszą jego pracą jako urzędnika było należyte uporządkowanie archiwum miejskiego, spolszczenie ksiąg archiwalnych i segregacja ważniejszych akt z czasów Fryderyka II. Poza tym poszukiwał dzieł malarza Piotrowskiego.
Z końcem 1929 r. otrzymał z magistratu wypowiedzenie pracy z dniem 30 kwietnia 1930 r. Malewski odczuwał to jako krzywdę, lecz sprawę sądową wycofał, doszedłszy do przekonania, iż „nie może prowadzić sporu z miastem, nad którego historią z takim zamiłowaniem pracuje”.
W tym okresie publikował już źródłowe artykuły na temat dziejów Bydgoszczy, publikowane w „Dzienniku Bydgoskim” m.in. otrzymał nagrodę literacką za pracę na temat dotyczący znaczenia morza dla Bydgoszczy. Kilkakrotnie zabiegał u władz miejskich o subwencje na prowadzenie prac badawczych nad dziejami Bydgoszczy.
1 lipca 1933 r. został ponownie zatrudniony w administracji miejskiej jako archiwariusz. Do jego obowiązków należało zbieranie i rejestrowanie źródeł i materiałów potrzebnych do opracowania zbiorowej historii Bydgoszczy, rewindykacja archiwaliów bydgoskich znajdujących się w Archiwum Głównym w Warszawie, opracowanie pod względem archiwalno-naukowym przywilejów miasta Bydgoszczy oraz prowadzenie czasopisma historyczno-literackiego„Przegląd Bydgoski”.
W latach 30. spod jego pióra wyszły cenne do dzisiaj artykuły: „Bydgoszcz w wieku Kochanowskiego”, „Bractwo flisaków pod wezwaniem św. Barbary”, „Dzieje kościołów bydgoskich”, „Zadumana świątynia”, „O smutku czasów minionych”, „Dzieje archiwum miejskiego” i inne. Bezsprzeczną jego zasługą było wydobycie z zupełnego zapomnienia postaci malarza bydgoskiego Maksymiliana Antoniego Piotrowskiego, odszukanie jego mogiły, zebranie danych biograficznych i gromadzenie jego dzieł. W tym celu podejmował, częściowo na własny koszt szereg podróży po Polsce. Dzięki jego staraniom odbyła się w latach 1925–1926 w bydgoskim Muzeum Miejskim wystawa poświęcona Piotrowskiemu.
W 1933 r. zainicjował, założył i współredagował czasopismo regionalne „Przegląd Bydgoski”, które zyskało uznanie w kręgach naukowych i przyniosło wsparcie finansowe z Funduszu Kultury Narodowej. Wiele artykułów czasopisma było jego autorstwa, m.in. „Proces o zabójstwo przeciw mincerzom bydgoskim i rany Filipa malarza”, „Nieznany zabytek sztuki złotniczej”, „Muza pograniczna i jej czciciele w XVII w. w Bydgoszczy”, „Procesy o czarnoksięstwo i zabobony w Bydgoszczy”, „Topografia dawnej Bydgoszczy”, „Prolegomena do monografii M.A. Piotrowskiego”, „Księga testamentów obywateli bydgoskich”, „Strychowy okres w historiografii bydgoskiej”, „Kronika lekarzy bydgoskich od pocz. XVI w. do r. 1800”, „Bractwo Matki Boskiej Szkaplerznej w Bydgoszczy”. Korektę ostatniej swej pracy „Śladami życia artystycznego w Bydgoszczy” dokonywał jeszcze na dwa dni przed zgonem. Był czołowym regionalistą bydgoskim dwudziestolecia międzywojennego, którego dorobek obejmował kilkadziesiąt rozpraw i szkiców. Nikt z jego polskich poprzedników nie uczynił tak wiele dla poznania i spopularyzowania dziejów Bydgoszczy.
Zygmunt Malewski udzielał się również w działalności społecznej. Był członkiem licznych towarzystw i organizacji, m.in. Rady Artystyczno-Kulturalnej, Towarzystwa Miłośników Miasta Bydgoszczy, Polskiego Towarzystwa Historycznego. Zmarł 14 lipca 1937 w Bydgoszczy i został pochowany na cmentarzu Nowofarnym.

## Życie prywatne
Zygmunt Malewski od 1916 r. był żonaty z Zofią Aliną z Baranowskich, która była nauczycielką w prywatnym gimnazjum żeńskim, a od 1938 r. pracowała w Bibliotece Ludowej w Bydgoszczy. Pisywała także do „Przeglądu Bydgoskiego” artykuły z zakresu etnografii. Ich małżeństwo było bezdzietne.

## Upamiętnienie
Od 4 czerwca 1981 r. na frontowej ścianie budynku Archiwum Państwowego w Bydgoszczy przy ul. Dworcowej 65 znajduje się tablica pamiątkowa ku jego czci.